# Aldo Nadi
Aldo Nadi (Livorno, 29 de abril de 1899 – 10 de novembro de 1965) foi um esgrimista italiano, tricampeão olímpico.
Aldo Nadi representou seu país nos Jogos Olímpicos de Verão de 1912 e 1920. Conseguiu a medalha de ouro nas três modalidades por equipes em 1920, e prata no sabre individual.